# Jacek Andrzej Rossakiewicz
Jacek Andrzej Rossakiewicz (ur. 16 października 1956 w Warszawie, zm. 24 września 2016) – polski malarz, teoretyk sztuki, filozof, projektant wnętrz, publicysta i niezależny analityk systemów monetarnych.

## Życiorys
Studiował na Wydziale Psychologii Uniwersytetu Warszawskiego. Od 1980 zajmował się malarstwem olejnym, a od 1985 teorią sztuki. Debiutował wystawą indywidualną w 1983 w Galerii Promocyjnej na Rynku Starego Miasta w Warszawie, gdzie pokazał swoje pierwsze obrazy inspirowane teorią czystej formy Stanisława Ignacego Witkiewicza. Pierwsze wystąpienie teoretyczne miało miejsce podczas trzeciej wystawy indywidualnej w „Galerii 102” w Warszawie w 1985. W jego obrazach pojawiają się społeczne i polityczne treści związane z krytyką sytuacji polskiej po stanie wojennym. W kolejnych artykułach publikowanych w katalogach wystaw wprowadza pojęcia: sztuka jako wolność (1985), malarstwo idei (1987), sztuka odwieczna (1989). Od 1989 Jacek Rossakiewicz tworzył cykle obrazów ewangelicznych: Pasja Dunkierska – włączona do zbiorów Muzeum Sztuki Współczesnej w Dunkierce – oraz Pasja według Świętego Jana, która wystawiana była na wielu wystawach indywidualnych w Warszawie, w Wołominie w Kaplicy Parafii Matki Boskiej Częstochowskiej, w Sali Rycerskiej i Sali Renesansowej na Zamku Korzkiew koło Krakowa i w Centrum Konferencyjnym WP w Warszawie.
Pasję według Świętego Jana stanowi piętnaście obrazów olejnych, opowiadających historię Jezusa Chrystusa od Ostatniej Wieczerzy do Zmartwychwstania włącznie. Jacek Rossakiewicz nazywa je malarstwem polimorficznym, w którym każda przedstawiona treść implikuje własne rozwiązania formalne.
W 2003 ukazała się Demokracja finansowa – książka Jacka Rossakiewicza na temat związków pomiędzy duchowością a pieniądzem. Od 2014 wykładał metaekonomię i zasady monetyzacji gospodarki na studiach podyplomowych w Warszawskiej Szkole Zarządzania. Szkole Wyższej.
Wystawiał swoje obrazy w galeriach w Warszawie (Galeria Zachęta), Krakowie (Galeria Zderzak), Gdańsku, Koszalinie i Pile (BWA), oraz w Herning (Dania), Valparaiso (Chile), Barcelonie, San Gabriele, Ille sur Tet, Hazebrouck, Kerkdagen. Stała ekspozycja m.in. jego obrazów – kolekcja Gilbera Delaine znajduje się w Muzeum Sztuki Współczesnej w Dunkierce – od 2005 w Centrum Współczesnej Sztuki Sakralnej w Lille (Francja).
Był członkiem zarządu Klubu Inteligencji Polskiej. Zasiadał w radzie krajowej powołanej w 2015 partii Jedność Narodu. Zmarł 24 września 2016. 4 października został pochowany na cmentarzu Powązkowskim w Warszawie (kwatera 153-3-12).